# Kasteel Ruperra

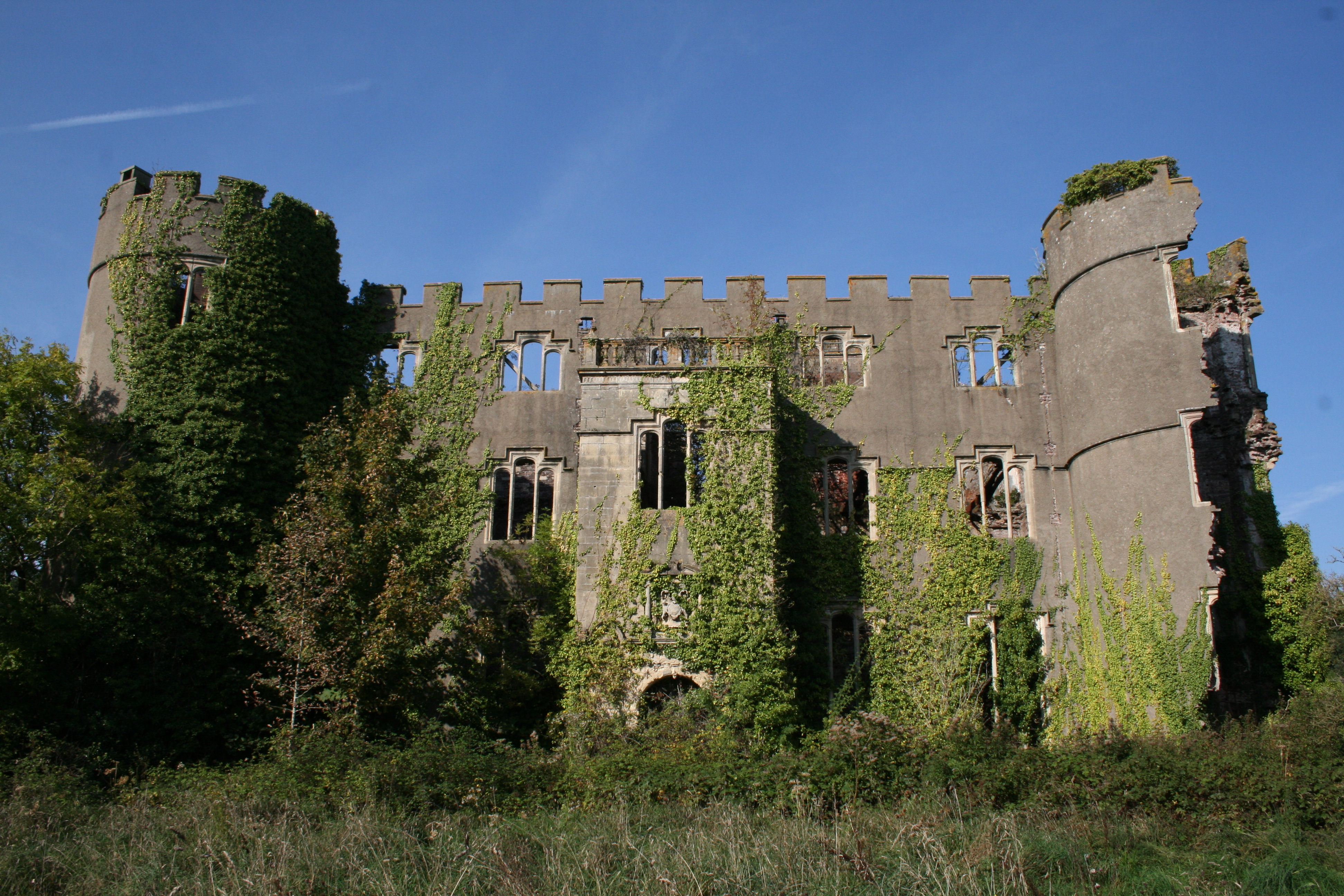
De ruïne in 2011

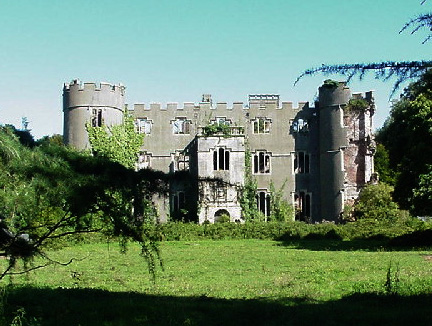

Kasteel Ruperra (Welshː Rhiwperra Castle) was een kasteel bij Lower Machen in Zuidoost-Wales, ten westen van Newport. Het was jarenlang in bezit van de familie Morgan. Tijdens de Tweede Wereldoorlog was het 2e Bataljon van de Dutch Legion (voorloper van de Prinses Irene Brigade) er tijdelijk ondergebracht. 
Het is tegenwoordig een ruïne. Sinds 5 augustus 1964 heeft de ruïne van English Heritage de status 'listed building' gekregen.  

## Geschiedenis
Ruperra was van de 17e tot begin 20e eeuw eigendom van de familie Morgan. 
Sir Thomas Morgan (1604-1679) liet in 1622 een kasteel op deze plek bouwen. Morgan was op zestienjarige leeftijd in militaire dienst gegaan en had het Staatse leger geholpen de Slag op het Slaak te winnen. Koning Karel I van Engeland verbleef hier in 1645 twee nachten na de Slag bij Naseby.  Ruperra bleef de volgende eeuwen in bezit van zijn nakomelingen.

In 1789 werd het kasteel door brand verwoest. Het werd herbouwd en in 1831 werd Godfrey Charles Morgan (1831-1913) er geboren. Hij maakte op 22-jarige leeftijd als kapitein van de 17de Lanciers in de Krimoorlog de Charge van de Lichte Brigade mee. Hij werd in 1859 de eerste Baron Tredegar. Hij liet drie huizen bijbouwen, de stallen herbouwen en in 1829 een gietijzeren brug over de rivier de Rhymney plaatsen die nu de 'Iron Bridge' wordt genoemd.  Hij trouwde niet. Hij werd Godfrey de Goede genoemd omdat hij veel voor de bewoners van Newport deed.

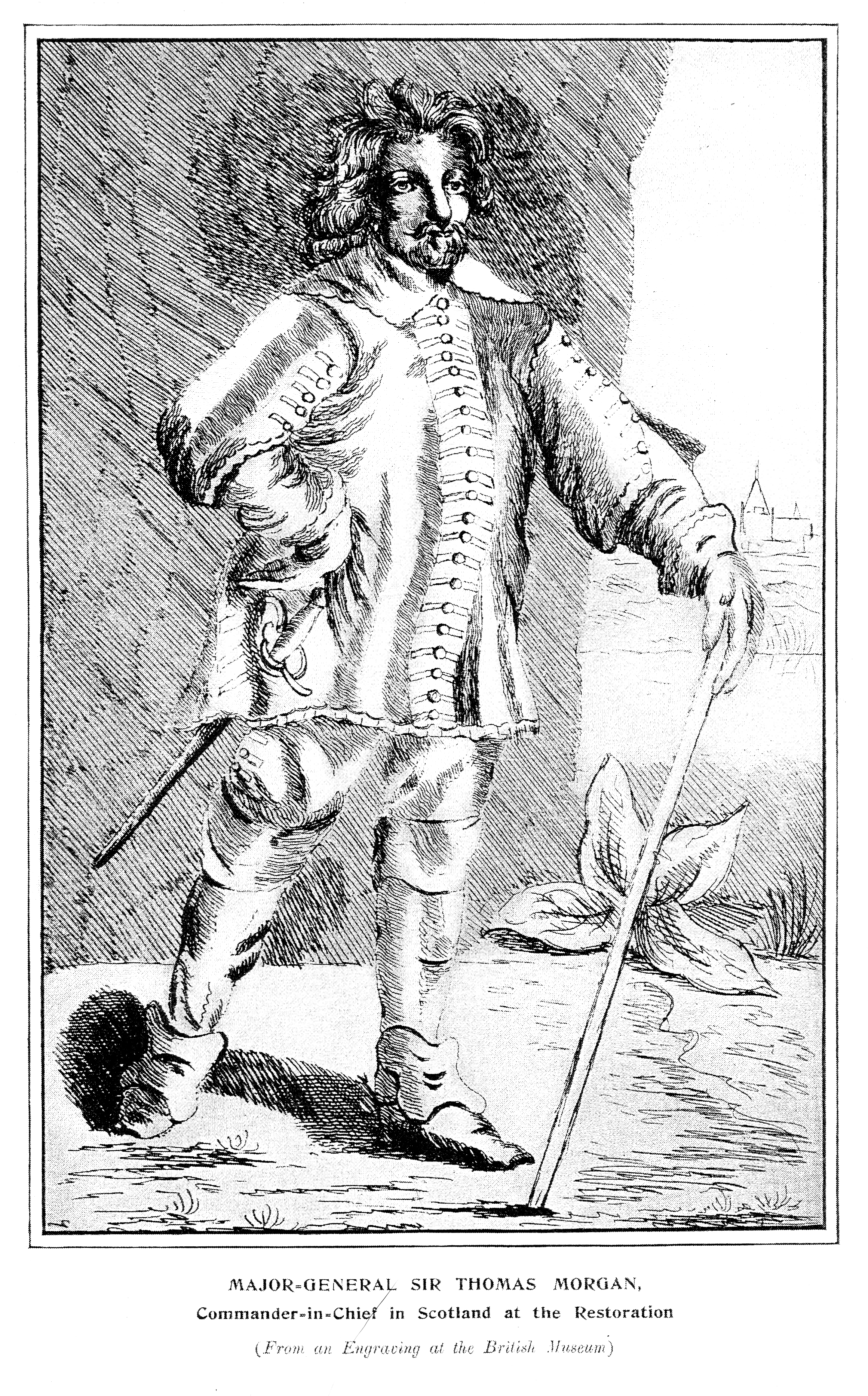
Sir Thomas Morgan, eerste eigenaar
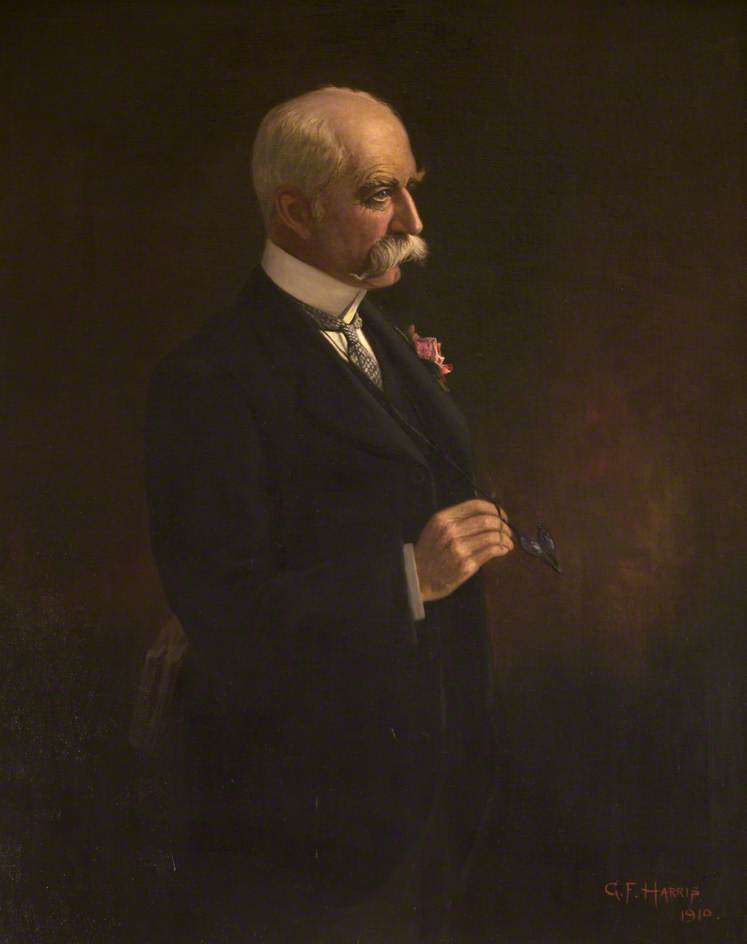
Godfrey Morgan 1831-1913, 2nd Baron & 1st Visount Tredegar

## Verkoop
In 1935 werd het landgoed (1200ha) met Tredegar House en kasteel Ruppera te koop aangeboden. Er was geen koper, en tijdens de Tweede Wereldoorlog werd het door het Britse leger gebruikt. In september 1940 werd het net gevormde 2de bataljon van de Dutch Legion (voorloper van de Prinses Irene Brigade) er tijdelijk ondergebracht. In 1941, na het vertrek van de Dutch Legion, brak er weer brand uit. Na de oorlog werd het landgoed verkocht en raakten de huizen steeds meer in verval.
In 1998 werd het kasteel door Ashraf Barakat gekocht. Hij wilde er 9 appartementen in maken, maar kreeg geen vergunning nadat er kleine en grote hoefijzerneus vleermuizen ontdekt waren. Ook kreeg hij geen vergunning om het kasteel af te breken en er nieuwe huizen te bouwen.

## Externe Bronnen
- Officiële website